# Don O'Riordan
Don O'Riordan, all'anagrafe Donald Joseph O'Riordan (Dublino, 14 maggio 1957) è un allenatore di calcio ed ex calciatore irlandese, di ruolo centrocampista.

## Carriera

### Giocatore

#### Club
Nella stagione 1975-1976 viene aggregato alla prima squadra del Derby County, club della prima divisione inglese, con cui nella stagione successiva fa il suo vero proprio esordio tra i professionisti, giocando una partita di campionato. Nella stagione successiva realizza invece una rete in 5 presenze, trascorrendo la parte finale della stagione in prestito al Doncaster, con cui gioca 2 partite in terza divisione. Trascorre poi l'intero anno solare 1978 giocando nella NASL con i Tulsa Roughnecks.
Nel dicembre del 1978 torna in patria, al Preston N.E., con cui gioca per due stagioni e mezzo in seconda divisione e per due stagioni in terza divisione, per un totale di 158 presenze e 8 reti in partite di campionato con i Lilywhites. Tra il 1983 ed il 1985 gioca invece in seconda divisione con il Carlisle Utd, club con la cui maglia realizza 18 reti in 84 partite di campionato; nella stagione 1985-1986 retrocede invece dalla seconda alla terza divisione inglese con il Middlesbrough; negli anni seguenti subisce poi altre due retrocessioni (arrivando così a tre retrocessioni consecutive) con il Grimsby Town, con cui tra il 1986 ed il 1988 scende dalla seconda alla quarta divisione, giocando in totale 86 partite di campionato con i Mariners, con cui mette anche a segno 14 reti.
Dal 1988 al 1991 gioca nel Notts County: con le Magpies trascorre la stagione 1988-1989 in terza divisione (con anche un prestito da 2 sole presenze al Mansfield Town durante la seconda parte della stagione) e successivamente dal 1989 al 1991 conquista due promozioni consecutive, ritrovandosi così nella stagione 1991-1992 in prima divisione, a quattordici anni di distanza dalla sua ultima apparizione in questa categoria. Dopo avervi giocato un'ulteriore partita (la sua settima ed ultima in carriera in tale categoria), a fine stagione lascia il club, nel frattempo nuovamente retrocesso in seconda divisione. Nel febbraio del 1993 si accasa con il doppio ruolo di giocatore e vice allenatore al Torquay Utd, in quarta divisione. Dopo pochi mesi diventa allenatore della squadra, che lascia nel 1995, anno in cui passa allo Scarborough, altro club di quarta divisione, come giocatore e vice allenatore. Trascorre quindi la stagione 1996-1997 nelle serie minori inglesi con Gloucester City e Dorchester Town, mentre nella stagione 1997-1998 gioca 2 partite, le sue ultime in carriera, con il Galway Utd, club della prima divisione irlandese di cui era anche allenatore.

#### Nazionale
Ha giocato nella nazionale irlandese Under-18.

### Allenatore
Dopo le già citate esperienze condotte in parallelo alla carriera da giocatore, continua ad allenare il Galway United fino al 2001. Allena poi per un triennio gli Sligo Rovers, altro club della prima divisione irlandese, mentre dal 2004 al 2009 lavora come collaboratore tecnico allo Sheffield Utd, dove trascorre una stagione in prima divisione e quattro stagioni in seconda divisione. Nel 2009 è per una partita allenatore ad interim dei Chengdu Blades, club della prima divisione cinese affiliato allo Sheffield United. Nel 2010 ha lavorato invece come vice della nazionale femminile sudafricana, e sempre nello stesso anno ha allenato nel F.C. New York, club femminile statunitense.